# 圖茲胡爾馬圖
圖茲胡爾馬圖是伊拉克的城鎮，位於該國東北部巴格達東北163公里，由薩拉赫丁省負責管轄，距離首府提克里特90公里，海拔高度218米，2012年人口119,000。

## 外部連結
- Prof. Dr. Muhammad Shamsaddin Megalommatis, Jews and Turkmen Can Prosper Again in Tuz Khurmatu （页面存档备份，存于）.

34°52′38″N 44°38′18″E / 34.87722°N 44.63833°E